# ريكي جورج
ريكي جورج (بالإنجليزية: Ricky George)‏ (28 يونيو 1946 في المملكة المتحدة - ) هو صحفي ولاعب كرة قدم بريطاني في مركز جناح ‏. لعب مع أكسفورد يونايتد وبوريهام وود إف سي وتوتنهام هوتسبير ونادي بارنت ونادي بورنموث ونادي هيرفورد ونادي واتفورد ونادي ويمبلدون وكورنثيان كاشولز ونادي كامبريدج ستي وهاستينغز يونايتد ‏.